# Schifffahrtsrecht

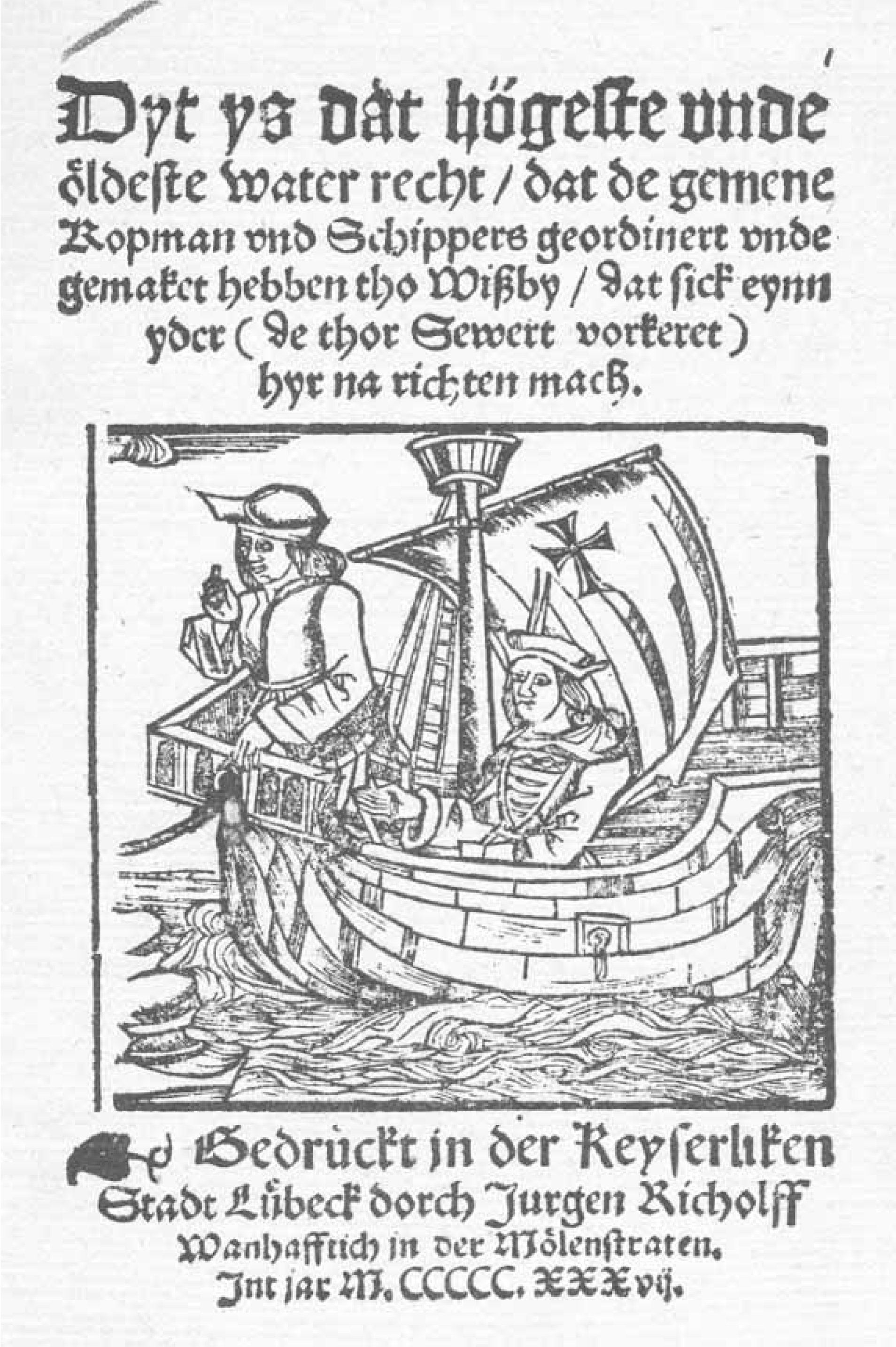
Titelblatt des Wasserrechts von 1537

Das Schifffahrtsrecht ist ein Teilgebiet von Gesetzen und Rechtsvorschriften des Wasserverkehrs- und Seerechts, die sich mit dem Gebrauch von Schiffen auf nationalen und  internationalen Wasserstraßen befassen.
Zum Schifffahrtsrecht gehören u. a. die Kollisionsverhütungsregeln (KVR), die Europäische Binnenschifffahrtsstraßen-Ordnung (CEVNI) und in Deutschland die Seeschifffahrtsstraßen-Ordnung (SeeSchStrO), die Schifffahrtsordnung Emsmündung und die Binnenschifffahrtsstraßen-Ordnung (BinSchStrO).
Die Kollisionsverhütungsregeln gelten auf der Hohen See und auf den mit dieser zusammenhängenden von Seeschiffen befahrbaren Gewässern.
Die Seeschifffahrtsstraßen-Ordnung gilt im Hoheitsgebiet der Bundesrepublik Deutschland auf den Seeschifffahrtsstraßen, die Schifffahrtsordnung Emsmündung im Mündungsgebiet von Ems und Leda. Die Binnenschifffahrtsstraßen-Ordnung gilt auf den in ihr benannten deutschen Wasserstraßen.
Die Grundregeln für das Verhalten im Verkehr der Seeschifffahrtsstraßen-Ordnung und der Schiffahrtsordnung Emsmündung fordern unter anderem:
(1) Jeder Verkehrsteilnehmer hat sich so zu verhalten, dass die Sicherheit und Leichtigkeit des Verkehrs gewährleistet und dass kein Anderer geschädigt, gefährdet oder mehr, als nach den Umständen unvermeidbar, behindert oder belästigt wird. […]
(2) Zur Abwehr einer unmittelbar drohenden Gefahr müssen unter Berücksichtigung der besonderen Umstände auch dann alle erforderlichen Maßnahmen ergriffen werden, wenn diese ein Abweichen von den Vorschriften dieser Verordnung notwendig machen.
(3) Wer infolge körperlicher oder geistiger Mängel oder des Genusses alkoholischer Getränke oder anderer berauschender Mittel in der sicheren Führung eines Fahrzeugs oder in der sicheren Ausübung einer anderen Tätigkeit des Brücken-, Decks- oder Maschinendienstes behindert ist, darf ein Fahrzeug nicht führen oder als Mitglied der Schiffsbesatzung eine andere Tätigkeit des Brücken-, Decks- oder Maschinendienstes nicht ausüben. […]
(4) Wer 0,25 mg/l oder mehr Alkohol in der Atemluft oder 0,5 Promille oder mehr Alkohol im Blut oder eine Alkoholmenge im Körper hat, die zu einer solchen Atem- oder Blutalkoholkonzentration führt, darf ein Fahrzeug weder führen oder als Mitglied der Schiffsbesatzung eine andere Tätigkeit des Brücken-, Decks- oder Maschinendienstes nicht ausführen. […]
Neben den Verhaltenspflichten aufgrund der Verkehrsvorschriften hat jeder Skipper die seemännischen Sorgfaltspflichten zu beachten, die der allgemeine Seemannsbrauch oder besondere Umstände des Falles erfordern.